# Sobreacceleració
La sobreacceleració (en anglès jerk, jolt, surge o lurge) és una magnitud física que mesura la taxa de canvi de l'acceleració respecte al temps. Com que l'acceleració és una magnitud vectorial, la sobreacceleració també ho és. Es representa generalment per la lletra j (de l'anglès jerk) i es mesura amb unitats de distància/temps3.
Matemàticament, la sobreacceleració es defineix com la derivada temporal de l'acceleració, la segona derivada temporal de la velocitat o la tercera derivada temporal de la posició.
{\displaystyle {\vec {j}}={\frac {\mathrm {d} {\vec {a}}}{\mathrm {d} t}}={\frac {\mathrm {d} ^{2}{\vec {v}}}{\mathrm {d} t^{2}}}={\frac {\mathrm {d} ^{3}{\vec {r}}}{\mathrm {d} t^{3}}}}
La sobreacceleració és una magnitud important en l'enginyeria, especialment en el disseny i construcció d'aparells que hagin de transportar elements fràgils o passatgers. En efecte, per treballar en condicions de seguretat cal que la sobreacceleració produïda per aquests aparells no superi un límit admissible, ja que això provocaria molèsties als passatgers a conseqüència d'una ràpida variació de la força que experimentarien. L'exemple més típic d'aquesta situació es troba en el disseny i la construcció de muntanyes russes.
La derivada de la sobreacceleració respecte del temps (la quarta derivada de la posició respecte del temps) s'anomena en anglès jounce o snap.
{\displaystyle {\vec {s}}={\frac {d{\vec {j}}}{dt}}={\frac {d^{2}{\vec {a}}}{dt^{2}}}={\frac {d^{3}{\vec {v}}}{dt^{3}}}={\frac {d^{4}{\vec {r}}}{dt^{4}}}}